# Ana María Madrazo Díaz
Ana María Madrazo Díaz (Cabezón de la Sal, 28 de setembre de 1961) és una política militant del Partido Popular.

## Biografia
Va cursar en la Universitat d'Oviedo la llicenciatura en Ciències Econòmiques i Empresarials. Ha estat directora General d'Hisenda en el Govern de Cantàbria des de l'any 2000 fins a 2003. Des de 2007 fins a 2011 ha estat funcionària regidor i portaveu del grup municipal de l'Ajuntament de Cabezón de la Sal.
Ha estat diputada per Cantàbria en la VIII, IX, X, XI i XII legislatures.